# Hambourg SV
Pour les articles homonymes, voir HSV.
Ne pas confondre avec le FC Sankt Pauli, un autre club de football basé à Hambourg.
Maillots
Actualités
Dernière mise à jour : 24 décembre 2024.
Le Hambourg SV (dont le nom officiel en allemand est Hamburger Sport-Verein e.V.) est un club omnisports allemand fondé en 1887 et basé dans la ville de Hambourg. Le club est connu avant tout pour sa section football, qui n'avait jamais été reléguée jusqu'en 2018 de l'élite du championnat d'Allemagne depuis son accession à la fin de la Première Guerre mondiale, ce qui en faisait la seule équipe du pays à évoluer en Bundesliga depuis la création de la compétition en 1963.
Au milieu des années 1970, le HSV entame une période de succès inédite dans l’histoire du club : vainqueur de la Coupe d'Allemagne en 1976, les Hambourgeois soulèvent la Coupe des Coupes l'année suivante. Deux ans plus tard, le club remporte le championnat pour la quatrième fois de son histoire et accède à la finale de la Coupe des clubs champions en 1980. Après un nouveau titre national en 1982, les coéquipiers de Horst Hrubesch et Felix Magath réalisent un doublé historique Bundesliga-Coupe des clubs champions européens lors de l'exercice 1982-83.
Dans les années 2000, le club résidant de l'ancien Volksparkstadion se classe en général dans la première partie du classement, sans toutefois parvenir à se battre pour le titre. En 2011, le club est présidé collégialement par Carl-Edgar Jarchow (intérimaire), Joachim Hilke, Bastian Reinhardt et Oliver Scheel.
À l'issue de la saison du Championnat d'Allemagne de football 2017-2018, le HSV finit 17e et avant-dernier avec 31 points. Il est relégué en 2.Bundesliga pour la première fois. Il remonte en Bundesliga à l'issue de la saison 2024/2025.

## Histoire du club

### Repères historiques
- 1887 : Fondation du club sous le nom de Hamburger FC 1887.
- 1914 : Le club est renommé Hamburger SV 1887.
- 1919 : Fusion avec le FC Falke 1906 Hamburg et renommé en Hamburger SV 1887.
- 1919 : Fusion avec le SC Germania Hamburg et renommé en Hamburger SV (nom actuel).
- 1960 : 1re participation à une Coupe d'Europe (C1, saison 1960-1961).
- 1977 : Vainqueur de la Coupe d'Europe des vainqueurs de coupe
- 1980 : 1re finale de C1 : Hambourg s'incline devant Nottingham Forest (1-0).
- 1983 : 2e finale de C1 : Hambourg bat la Juventus (1-0) grâce à un but de Felix Magath et devient champion d'Europe.
- 2012 : 125e anniversaire du club. À cette occasion, le club dispute un match amical face au FC Barcelone le 24 juillet devant 57 000 spectateurs (victoire 2 à 1 des Barcelonais).
- 2018 : Première relégation en deuxième division de l'histoire du club.

### De la fondation du club aux premiers succès (1887-1960)
Le club est fondé le 29 septembre 1887 à la suite de l'union entre Hohenfelde et Wandsbeck-Marienthal. Il porte alors le nom de SC Germania, élisant domicile à l'Exerzierweide. Les fusions se succèdent par la suite : en 1906, le FC Falke rejoint l'association puis c'est au tour du Hambourg FC d'être absorbé.
En 1910, le club s'installe dans son nouveau stade du Sportplatz am Rothenbaum. Neuf ans plus tard, il adopte le nom qui est toujours le sien aujourd'hui, Hambourg Sport-Verein. Pour l'écusson, le HSV utilise les couleurs des associations qui le composent (bleu, noir et blanc). Pour le maillot et le short, on choisit celles de la ville : il revêt donc un maillot blanc et un short rouge.
À partir des années 1920, le club partage ses matchs à domicile entre son stade et le nouvel Altonaer Stadion. Le premier titre de champion ne se fait pas attendre puisque l'équipe est sacrée en 1922-23. Elle récidive cinq saisons après et s'impose comme l'une des meilleures du pays, mais devra patienter plus de trente ans pour renouer avec les lauriers nationaux (1960).
En 1953, le HSV (qui a disputé un match amical l'année précédente contre l'équipe nationale indienne - victoire 5 à 3 - au Billtalstadion devant 15 000 spectateurs) quitte le Sportplatz am Rothenbaum qu'il occupe depuis plus de 40 ans et s'installe dans le Volksparkstadion, tout juste bâti sur le site de l'ancien Altonaer Stadion, démoli en 1951.

### L'apogée du HSV (1977-1987)
Der Dino fait partie des clubs fondateurs de la Bundesliga en 1963, mais ne joue pas les premiers rôles, se contentant souvent des places d'honneur malgré un bon effectif.

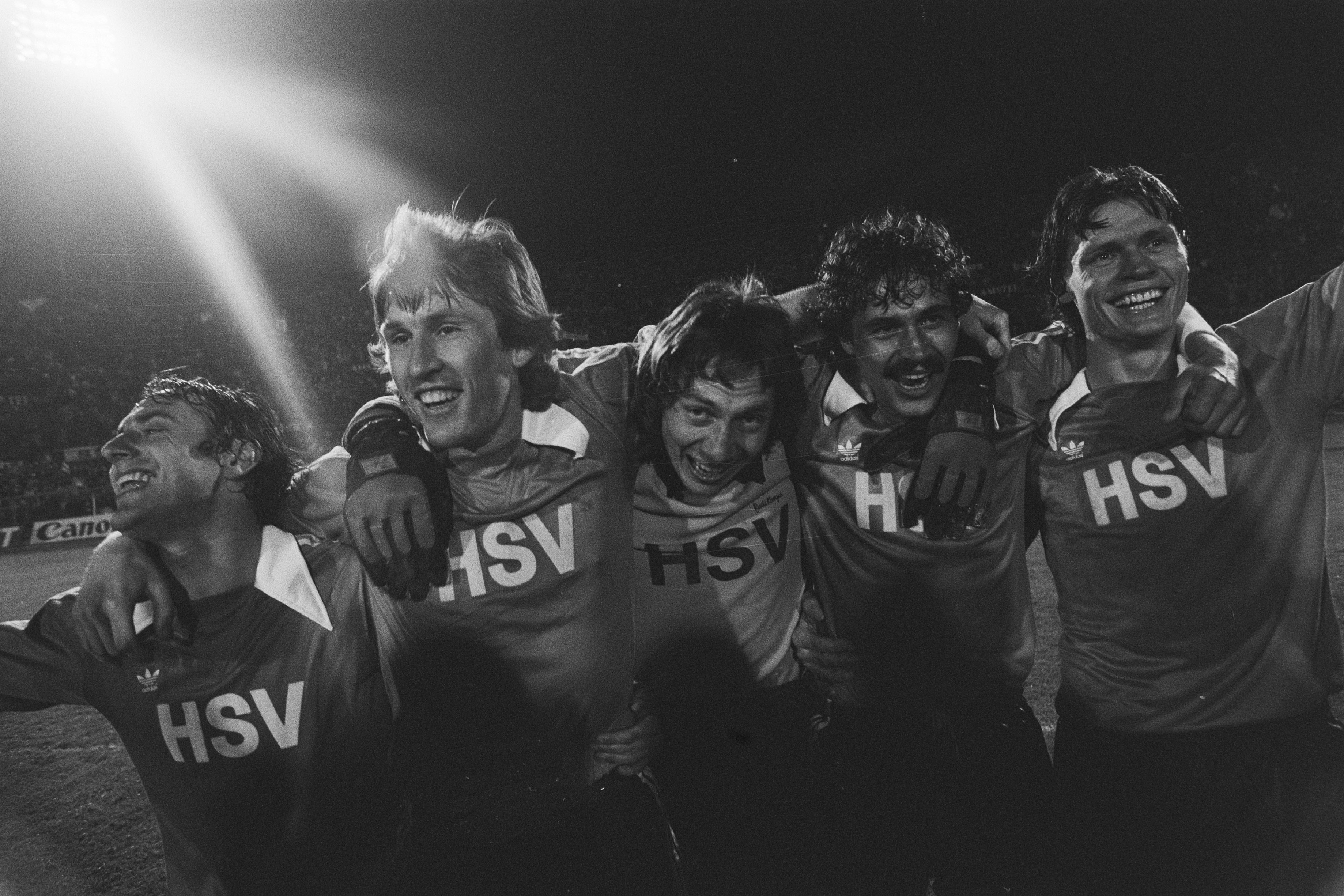
Les joueurs du Hambourg SV fêtant leur victoire à l'issue de la finale de la Coupe d'Europe des vainqueurs de coupe en 1977.

Lauréat de la Coupe d'Allemagne 1976, Hambourg gagne son premier trophée continental la saison suivante, remportant la coupe d'Europe des Vainqueurs de Coupe.
Les succès vont alors s'enchaîner sous l'impulsion de ses deux entraîneurs légendaires, Branko Zebec et Ernst Happel, et en 1979 le club ramène enfin le titre de champion dans le Nord. Dauphin du Bayern Munich les deux années suivantes, le HSV remporte à nouveau le bouclier en 1982 puis en 1983, au terme d'un incroyable duel face à son grand rival du Werder Brême, les équipes étant départagées à la différence de buts. Hambourg possède la plus longue série d'invincibilité en championnat, de janvier 1982 à janvier 1983.

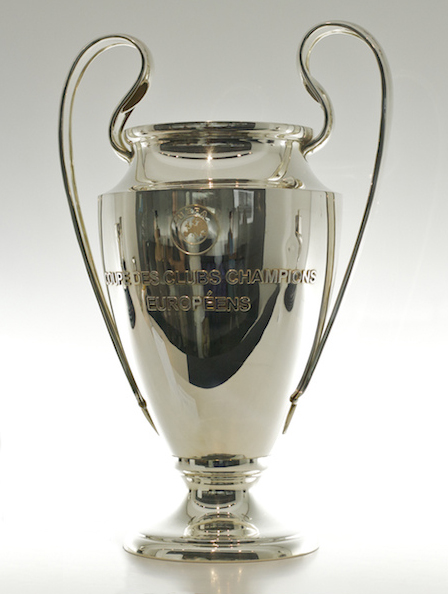
La C1, remportée par le HSV face à la Juventus en 1983.

Le début des années 1980 voit l'apogée du club, emmené par des joueurs prodigieux comme Horst Hrubesch ou Manfred Kaltz, avec en particulier deux championnats d'Allemagne remportés et la participation à trois finales européennes : une en Coupe des Clubs Champions (future Ligue des Champions) perdue face à Nottingham Forest, une autre en Coupe de l'UEFA où l'IFK Göteborg sera un os trop dur à croquer, et enfin la victoire la plus prestigieuse avec la C1 remportée face à la Juventus de Turin en 1983.
Le club enrichit encore son palmarès avec une Coupe d'Allemagne quatre ans plus tard.

### Le HSV rentre dans le rang (1987-1999)
Après cette période fastueuse, le club rentre dans le rang et occupe plutôt des places de milieu de tableau durant une douzaine d'années. S'il parvient à se qualifier trois fois durant cette période en coupe d'Europe, il ne se fait plus remarquer. En raison d'une dette importante, l'existence même du club est menacée et conduit à la vente de joueurs importants comme Thomas Doll, vendu pour la somme alors record de 17 millions de DM à la Lazio Rome. Le HSV connaît une certaine instabilité sur la période avec 7 présidents et 8 entraîneurs différents.

### Un nouvel élan avec un nouveau stade (1999-2010)
Le HSV va connaître de meilleurs résultats au moment même de la livraison de la Imtech Arena. Le premier match dans le nouveau stade a lieu en août 1999 et le club finit le championnat à la troisième place, synonyme de qualification pour la Ligue des champions. Les deux années suivantes sont moyennes mais la période sans trophée s’achève en 2003 quand le club remporte la Coupe de la Ligue d'Allemagne. Le HSV se stabilise en première moitié du classement et participe régulièrement aux compétitions européennes : 6 campagnes sur la période dont 4 consécutives de la saison 2005-06 à la saison 2008-09 grâce à des joueurs comme Rafael van der Vaart, Vincent Kompany, Nigel de Jong ou Piotr Trochowski. Le club atteint les demi-finales de la Ligue Europa 2009-2010 mais une défaite au match retour face à Fulham le prive de la finale qui était prévue dans son stade.

### La peur de la relégation (2010-2017)
Le club connait les saisons suivantes des départs de joueurs importants comme Jérôme Boateng, Piotr Trochowski, Joris Mathijsen ou Ruud van Nistelrooy qui ne sont pas remplacés par des éléments de niveau équivalent. Hambourg connaît à nouveau une phase d'instabilité tant au niveau de la direction que sur le banc avec de nombreux entraîneurs. À trois reprises la présence du HSV en Bundesliga se décide en toute fin de championnat avec une 15e place en 2011-12 (alors plus mauvais classement de l'histoire du club en championnat), une 16e en 2013-14 avec un maintien assuré à la suite des matchs de barrage face à Greuther Fürth, 3e de Bundesliga 2 (0-0 à Hambourg et 1-1 à Fürth), puis encore une 16e en 2014-15 avec un maintien assuré aux matches de barrage face au Karlsruher SC, 3e Bundesliga 2 (1-1 à Hambourg et victoire 2-1 après prolongation à Karlsruhe).
Lors de la saison 2015-2016 ils arrivent à se hisser difficilement à la dixième place. Avec 41 points ils devancent les barragistes (Eintracht Francfort) de 5 points seulement.
Pour la saison 2016-2017 Hambourg commence par un match nul (1-1) à domicile contre le FC Inglostadt 04. Le club enchaîne alors neuf défaites jusqu'à la onzième journée face à TSG Hoffenheim ou les joueurs arrachent un difficile 2:2. Le Nordderby se finira également par un 2-2, malgré l'ouverture du score par Hambourg à la 3e minute. Le Werder reviendra à la marque pour qu'Hambourg reprenne la tête en fin de première mi-temps. Les rivaux arriveront à décrocher un nul en milieu de seconde période. La 13e journée va enfin régaler ses fans en gagnant le match contre SV Damstadt 0-2. Cette victoire sera confirmée lors de la 14e journée par un 1-0 décroché à domicile contre le FC Ausbourg.

### La relégation

#### Saison 2017-2018
La saison 2017-2018 commence bien pour le Hambourg SV. Le club s'impose contre ses deux premiers adversaires (FC Augsbourg et 1. FC Cologne). Hambourg continue alors sur une suite de 4 défaites puis un nul face au rival du Werder Brême, sur le plus petit des scores. Lors de la 8e journée le club est déjà en 15e position, a une place des barragistes. Il faut attendre la 11e journée pour voir le club s'imposer 3-1 face au VfB Stuttgart et ensuite une victoire face au TSG Hoffenheim deux journées plus tard. Le club ne gagnera plus de matchs jusqu'à la pause hivernale et ce malgré quelques matchs nuls glanés.
Lors de la 17e journée, le HSV est 17e de Bundesliga et donc premier relégable. Il ne quittera plus cette position de relégable jusqu'à la fin de la saison (exception faite des journées 27 et 28 où il occupe la 18e et dernière place). Finalement, lors des 17 derniers matchs, le club concède neuf défaites, fait quatre nuls, et ne gagne que quatre matchs, effectuant le second pire deuxième tour de la saison avec deux points de plus que le VfL Wolfsbourg. Cependant, le club est relégué sur une victoire 2-1 face au Borussia Mönchengladbach. Le Hambourg SV finit 17e, avec 31 points (15 au premier tour, 16 au deuxième tour), à deux longueurs du barragiste et avec près de 10 points d'avance sur la lanterne rouge 1. FC Cologne.

#### Conséquences
Les conséquences ne se font pas attendre. Quelques minutes avant la fin de la dernière rencontre contre le Borussia Mönchengladbach des fans en colère lancent des fumigènes depuis la tribune nord, provoquant l'intervention des forces de l’ordre sur la pelouse et le retour des joueurs au vestiaires pour une vingtaine de minutes. La tribune nord sera huée par le reste du public pour cette action.
Le match peut se terminer malgré tout, et le Dino est relégué après près de 55 ans de présence dans la meilleure division de football en Allemagne.
En répondant à la relégation, le club change drastiquement son effectif pendant le mercato d'été 2018. Ainsi, dix-huit joueurs, dont quelques cadres comme Nicolai Müller, Dennis Diekmeier ou encore Filip Kostic quittent le club en été. A contrario, la nouvelle équipe de D2 s'appuie principalement sur le centre de formation avec quatorze joueurs venant de l'équipe seconde. Dans cette optique, le club rompt avec l'une de ses traditions de recrutement de gros noms mais se base plus sur des projets de jeux. Avec cette équipe rajeunie, le Hambourg SV a l'équipe la plus jeune de 2.Bundesliga.
Le soutien populaire s’accroît également avec 7 500 abonnements supplémentaires vendus et l'ouverture de la saison dans un Volksparkstadion (57 000 places) à guichets fermés.

### Parcours en 2.Bundesliga

#### Saison 2018-2019
Pour sa première saison en deuxième division le club connaît de nombreux changements. Avec une moyenne d'âge de 22,7 ans, le HSV aligne la plus jeune équipe professionnelle depuis la création des Bundesliga. Le 3 août 2018, le match d'ouverture de la saison se solde par une défaite 0-3 à domicile contre Holstein Kiel. Malgré ce faux départ Hambourg enchaîne avec quatre victoires et se retrouve en tête du classement. Mais lors de la 6e journée le HSV est de nouveau défait dans son stade (0-5) par Ratisbonne, la plus grosse défaite à domicile depuis la création du club. Il s'ensuit quelques mauvais résultats dont un match nul 0-0 dans le derby contre le FC Sankt Pauli. Hambourg se retrouve après dix journées à la cinquième place, l'entraîneur Christian Titz est licencié et remplacé par Hannes Wolf. Hambourg termine la première partie de la saison en enchaînant les victoires et termine l'année comme champion d'automne. Lors de la deuxième moitié de saison le HSV ne connaîtra que deux satisfactions, la victoire 4-0 dans le derby de Hambourg et une demi finale de Coupe d'Allemagne, en championnat à quatre journées de la fin le HSV se retrouve à la 4e place et échouera dans sa mission remontée directe en Bundesliga.

#### Saison 2019-2020
Comme la saison précédente le club passe la majorité de la saison sur une place de promotion, mais échoue à deux journées de la fin et termine de nouveau à la 4e place.

#### Saison 2020-2021
Jamais deux sans trois et comme lors les deux précédentes saisons le club est également bien placé pour la montée et du fait qu'il ait profité de nombreux matchs en retard de ses concurrents, il sera rapidement hors course à l'issue de l'avant dernière journée et devra disputer une quatrième saison dans l'antichambre de l'élite en finissant une nouvelle fois quatrième.

#### Saison 2021-2022
Contrairement aux trois précédentes saisons, Hambourg ne joue pas les premiers rôles et se classe finalement troisième après une phase retour réussie. Il perd en barrages face au Hertha Berlin avec une victoire 1-0 à l'extérieur à l'aller mais une défaite 2-0 à domicile au retour. Le club doit ainsi rester une cinquième saison en 2. Bundesliga.

#### Saison 2022-2023
La saison est globalement réussie, et le club termine à la troisième place avec 66 points et la meilleure attaque du championnat, à un point seulement du champion, le 1. FC Heidenheim 1846. Malheureusement, lors des barrages d'accessions contre le VfB Stuttgart, l'équipe perd les deux matchs (0-3 ; 1-3) et le club doit rester une sixième saison en 2. Bundesliga.

#### Saison 2023-2024
Après avoir fait partie des favoris, il ne finit que quatrième et entamera une septième saison de suite en 2. Bundesliga.

#### Saison 2024-2025
Contrairement aux saisons précédentes, le club ne s'effondrera pas en terminant deuxième et retrouvera la Bundesliga sept ans après l'avoir quitté.

## Palmarès
| Compétitions nationales | Compétitions internationales |
| - 1. Bundesliga (6) - Champion (6) : 1923, 1928, 1960, 1979, 1982 et 1983. - Vice-champion (8) : 1924, 1944, 1957, 1958, 1976, 1980, 1981, 1984 et 1987. - Troisième (3) : 1975, 2000 et 2006. - 2. Bundesliga - Vice-champion (1) : 2025. - DFB-Pokal (3) - Vainqueur : 1963, 1976 et 1987. - Finaliste : 1956, 1967 et 1974. - Coupe de la Ligue (2) - Vainqueur : 1973 et 2003. - DFL-Supercup - Finaliste : 1987. | - Coupe d'Europe des clubs champions (C1) (1) - Vainqueur : 1983. - Finaliste : 1980. - Coupe d'Europe des vainqueurs de coupe (C2) (1) - Vainqueur : 1977. - Finaliste : 1968. - Coupe UEFA (C3) - Finaliste : 1982. - Coupe Intertoto (2) - Vainqueur : 2005 et 2007. - Coupe intercontinentale - Finaliste : 1983. |

## Structures du club

### Infrastructures

#### Stade

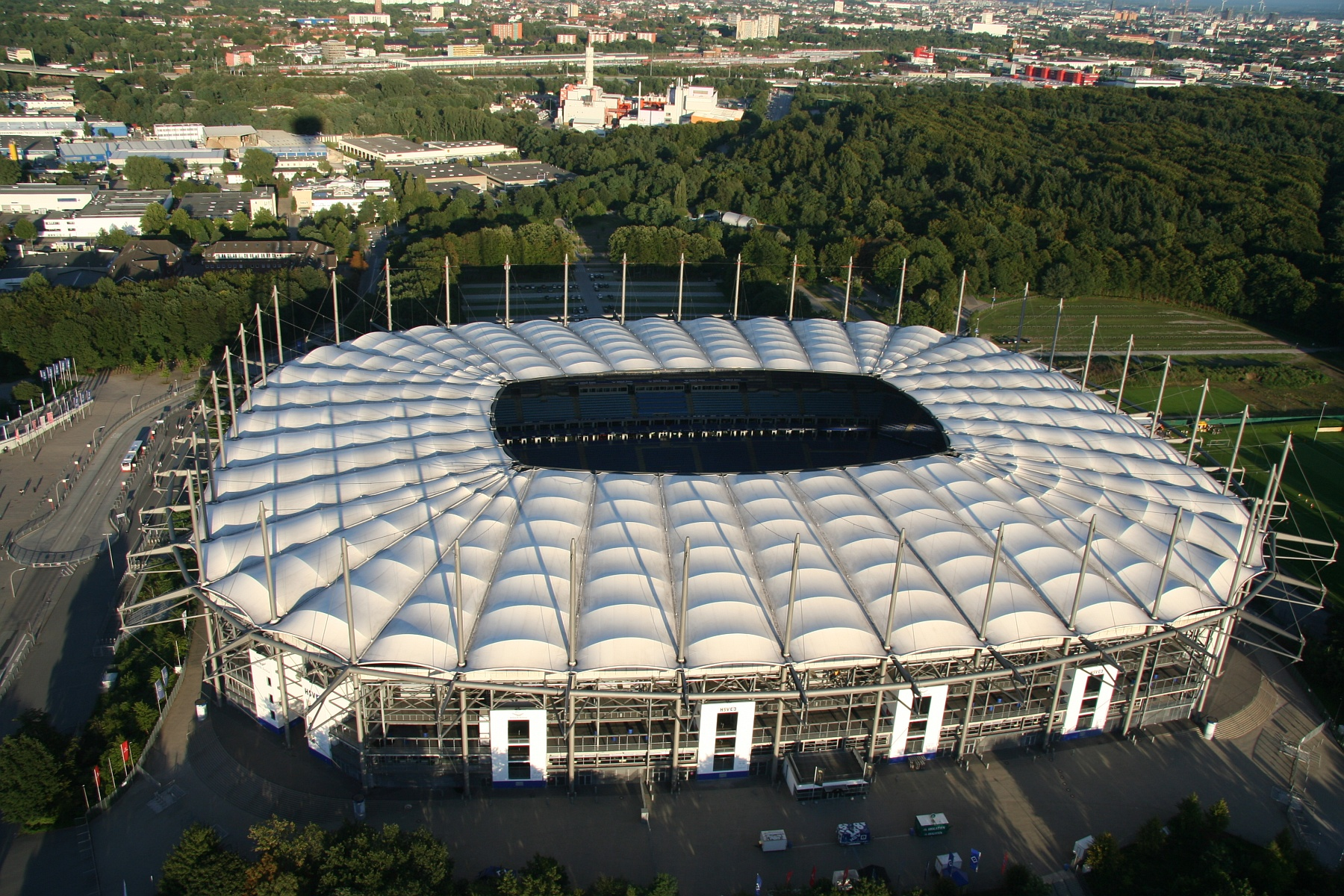
Le Volksparkstadion

Entre 1910 et 1963, le club évolue pour ses matchs à domicile au Sportplatz am Rothenbaum, de 27 000 places.
Le Volksparkstadion est depuis 1963 le stade où évolue le Hambourg SV. Le Volksparkstadion est la propriété du club. Le stade connaît plusieurs liftings, à l'occasion de la Coupe du monde 1974 notamment, et en 2000 également. Le Volksparkstadion devient ainsi le sixième stade d'Allemagne en termes de places disponibles, derrière la Veltins-Arena, avec une capacité de 57 274 spectateurs. Il fait également partie des stades allemands évalués par l'UEFA au rang de stades de catégorie 4 (qui a remplacé en 2006 la catégorie « cinq étoiles »).
Utilisant le naming depuis 2001, le stade est renommé HSH Nordbank Arena en 2007, puis Imtech Arena en 2009.

### Aspects juridiques et économiques

#### Finances
Le cabinet Deloitte place, dans le Deloitte Football Money League 2010, le Hambourg SV comme le onzième club de football du monde en termes de revenus, avec un gain de 146,7 millions d'euros lors de la saison 2008-2009, soit quatre places de mieux par rapport à la saison précédente et à la saison 2006-2007.

## Personnalités du club

### Effectif professionnel actuel
Le premier tableau liste l'effectif professionnel du HSV pour la saison 2025-2026. Le second recense les prêts effectués par le club lors de cette même saison.
En grisé, les sélections de joueurs internationaux chez les jeunes mais n'ayant jamais été appelés aux échelons supérieurs une fois l'âge-limite dépassé ou les joueurs ayant pris leur retraite internationale.

### Joueurs emblématiques
- Jörg Albertz
- Dennis Aogo
- Markus Babbel
- Franz Beckenbauer
- Dietmar Beiersdorfer
- Oliver Bierhoff
- Jérôme Boateng
- Jonathan Tah
- Hans-Jörg Butt
- Thomas Doll
- Robert Glatzel
- Jürgen Groh
- Heinz Gründel
- Jimmy Hartwig
- Holger Hieronymus
- Bernd Hollerbach
- Horst Hrubesch
- Ditmar Jakobs
- Marcell Jansen
- Manfred Kaltz
- Rudi Kargus
- Jürgen Kurbjuhn
- Fritz Laband
- Bruno Labbadia
- Felix Magath
- Caspar Memering
- Jürgen Milewski
- Rudolf Noack
- Peter Nogly
- Josef Posipal
- Willi Reimann
- Bastian Reinhardt
- Wolfgang Rolff
- Frank Rost
- Willi Schulz
- Uwe Seeler[14]
- Uli Stein
- Piotr Trochowski
- Thomas von Heesen
- Bernd Wehmeyer
- Heiko Westermann
- Rodolfo Cardoso
- Bernardo Romeo
- Vincent Kompany
- Daniel Van Buyten
- Sergej Barbarez
- Hasan Salihamidžić
- Zé Roberto
- Petar Houbtchev
- Yordan Letchkov
- Eric Maxim Choupo-Moting
- Guy Demel
- Milan Badelj
- Niko Kovač
- Ivica Olić
- Mladen Petrić
- David Jarolím
- Tomáš Ujfaluši
- Lars Bastrup
- Thomas Gravesen
- Stig Tøfting
- Kevin Keegan
- Anthony Yeboah
- Mehdi Mahdavikia
- Naohiro Takahara
- Son Heung-min
- Collin Benjamin
- Khalid Boulahrouz
- Nigel de Jong
- Joris Mathijsen
- Ruud van Nistelrooy
- Rafael van der Vaart
- Paolo Guerrero
- Jan Furtok
- Filip Kostić
- Valon Behrami
- Stéphane Henchoz
- Raphaël Wicky
- Martin Dahlin
- Sergueï Kiriakov
- Tomás Rincón

### Entraîneurs
Mise à jour le 27 juin 2022.
| Entraîneur                                              | Début             | Fin               | Matchs | Gagnés | Nuls | Perdus | Gagnés % |
| ------------------------------------------------------- | ----------------- | ----------------- | ------ | ------ | ---- | ------ | -------- |
| Martin Wilke                                            | 1er juillet 1963  | 10 mai 1964       | 42     | 17     | 14   | 11     | 40.4     |
| Georg Gawliczek                                         | 1er juillet 1964  | 17 avril 1966     | 64     | 25     | 12   | 27     | 39.0     |
| Josef Schneider                                         | 18 avril 1966     | 30 juin 1967      | 46     | 16     | 13   | 17     | 34.7     |
| Kurt Koch                                               | 1er juillet 1967  | 15 mai 1969       | 78     | 33     | 21   | 24     | 42.3     |
| Georg Knöpfle                                           | 16 mai 1969       | 30 juin 1970      | 38     | 12     | 12   | 14     | 31.5     |
| Klaus-Dieter Ochs                                       | 1er juillet 1970  | 30 juin 1973      | 125    | 48     | 29   | 48     | 38.4     |
| Kuno Klötzer                                            | 1er juillet 1973  | 30 juin 1977      | 162    | 79     | 34   | 49     | 48.7     |
| Rudi Gutendorf                                          | 1er juillet 1977  | 27 octobre 1977   | 18     | 11     | 1    | 6      | 61.1     |
| Özcan Arkoç                                             | 28 octobre 1977   | 30 juin 1978      | 24     | 8      | 6    | 10     | 33.3     |
| Branko Zebec                                            | 1er juillet 1978  | 16 décembre 1980  | 107    | 67     | 19   | 21     | 62.6     |
| Aleksandar Ristić                                       | 1er janvier 1981  | 30 juin 1981      | 19     | 9      | 5    | 5      | 47.3     |
| Ernst Happel                                            | 1er juillet 1981  | 30 juin 1987      | 241    | 132    | 57   | 52     | 54.7     |
| Josip Skoblar                                           | 1er juillet 1987  | 9 novembre 1987   | 22     | 9      | 4    | 9      | 40.9     |
| Willi Reimann                                           | 11 novembre 1987  | 4 janvier 1990    | 85     | 40     | 18   | 27     | 47.0     |
| Gerd-Volker Schock                                      | 5 janvier 1990    | 11 mars 1992      | 87     | 34     | 24   | 29     | 39.0     |
| Egon Coordes                                            | 12 mars 1992      | 21 septembre 1992 | 20     | 3      | 9    | 8      | 15.0     |
| Benno Möhlmann                                          | 23 septembre 1992 | 5 octobre 1995    | 109    | 34     | 34   | 41     | 31.1     |
| Felix Magath                                            | 5 octobre 1995    | 18 mai 1997       | 69     | 28     | 19   | 22     | 40.5     |
| Ralf Schehr (intérim)                                   | 19 mai 1997       | 30 juin 1997      | 2      | 1      | 1    | 0      | 50.0     |
| Frank Pagelsdorf                                        | 1er juillet 1997  | 17 septembre 2001 | 173    | 63     | 55   | 55     | 36.4     |
| Holger Hieronymus (intérim)                             | 18 septembre 2001 | 3 octobre 2001    | 2      | 0      | 1    | 1      | 0.0      |
| Kurt Jara                                               | 4 octobre 2001    | 22 octobre 2003   | 79     | 32     | 21   | 26     | 40.5     |
| Klaus Toppmöller                                        | 23 octobre 2003   | 17 octobre 2004   | 40     | 16     | 6    | 18     | 40.0     |
| Thomas Doll                                             | 18 octobre 2004   | 1er février 2007  | 110    | 52     | 24   | 34     | 47.2     |
| Huub Stevens                                            | 2 février 2007    | 30 juin 2008      | 67     | 35     | 19   | 13     | 52.2     |
| Martin Jol                                              | 1er juillet 2008  | 26 mai 2009       | 53     | 32     | 7    | 14     | 60.3     |
| Bruno Labbadia (1)                                      | 1er juillet 2009  | 26 avril 2010     | 51     | 22     | 16   | 13     | 43.1     |
| Ricardo Moniz (intérim)                                 | 26 avril 2010     | 30 juin 2010      | 3      | 1      | 1    | 1      | 33.3     |
| Armin Veh                                               | 1er juillet 2010  | 13 mars 2011      | 27     | 12     | 4    | 11     | 44.4     |
| Michael Oenning                                         | 13 mars 2011      | 19 septembre 2011 | 15     | 2      | 6    | 7      | 13.3     |
| Rodolfo Esteban Cardoso (intérim 1)                     | 19 septembre 2011 | 10 octobre 2011   | 2      | 1      | 0    | 1      | 50.0     |
| Frank Arnesen (intérim)                                 | 10 octobre 2011   | 16 octobre 2011   | 1      | 1      | 0    | 0      | 100.0    |
| Thorsten Fink                                           | 17 octobre 2011   | 16 septembre 2013 | 70     | 23     | 18   | 29     | 32.9     |
| Rodolfo Esteban Cardoso (intérim 2) Otto Addo (intérim) | 17 septembre 2013 | 24 septembre 2013 | 2      | 1      | 0    | 1      | 50.0     |
| Bert van Marwijk                                        | 25 septembre 2013 | 16 février 2014   | 17     | 4      | 3    | 10     | 23.5     |
| Mirko Slomka                                            | 17 février 2014   | 15 septembre 2014 | 19     | 4      | 5    | 10     | 21.1     |
| Josef Zinnbauer                                         | 16 septembre 2014 | 22 mars 2015      | 24     | 6      | 6    | 12     | 25.0     |
| Peter Knäbel (intérim)                                  | 22 mars 2015      | 14 avril 2015     | 2      | 0      | 0    | 2      | 0.0      |
| Bruno Labbadia (2)                                      | 15 avril 2015     | 25 septembre 2016 | 8      | 4      | 2    | 2      | 50.0     |
| Markus Gisdol                                           | 25 septembre 2016 | 21 janvier 2018   | 48     | 14     | 10   | 24     | 29.2     |
| Bernd Hollerbach                                        | 21 janvier 2018   | 12 mars 2018      | 7      | 0      | 3    | 4      | 0        |
| Christian Titz                                          | 13 mars 2018      | 23 octobre 2018   | 18     | 9      | 4    | 5      | 50.0     |
| Hannes Wolf                                             | 23 octobre 2018   | 30 juin 2019      | 28     | 14     | 5    | 9      | 50.0     |
| Dieter Hecking                                          | 1er juillet 2019  | 30 juin 2020      | 36     | 15     | 12   | 9      | 41.67    |
| Daniel Thioune                                          | 6 juillet 2020    | 3 mai 2021        | 32     | 14     | 10   | 8      | 43.75    |
| Horst Hrubesch (intérim)                                | 3 mai 2021        | 30 juin 2021      | 3      | 2      | 0    | 1      | 66.67    |
| Tim Walter                                              | 1er juillet 2021  | 12 février 2024   | 41     | 21     | 12   | 8      | 51.22    |

## Adversaires européens
Les équipes en italique n'ont été rencontrées que dans le cadre de la Coupe Intertoto.
- Bayer Leverkusen
- Werder Brême
- Arsenal FC
- Aston Villa
- Fulham FC
- Liverpool FC
- Manchester City
- Nottingham Forest
- Rapid Vienne
- RSC Anderlecht (2x)
- Club Bruges
- Standard de Liège
- CSKA Sofia (2x)
- Litex Lovetch
- Dinamo Zagreb
- Sigma Olomouc (2x)
- Slavia Prague (2x)
- Brøndby IF
- FC Copenhague
- OB Odense
- Randers FC
- Aberdeen
- Celtic (2x)
- St Johnstone
- Deportivo La Corogne
- FC Barcelone
- CA Osasuna
- Valence CF
- Villarreal CF
- Girondins de Bordeaux
- SC Bastia
- EA Guingamp
- Olympique lyonnais (2x)
- AS Monaco (2x)
- Montpellier HSC
- Stade rennais
- AS Saint-Étienne
- Panathinaïkos
- Honvéd Budapest
- Leiftur
- Hapoël Tel-Aviv
- AS Rome
- Inter Milan
- Juventus FC (4x)
- AC Milan
- FBK Kaunas
- Dacia Chișinău
- Pobeda Prilep
- Ajax Amsterdam
- NEC Nimègue
- PSV Eindhoven
- Sparta Rotterdam
- SK Brann
- Viking Stavanger
- Górnik Zabrze
- FC Porto
- União Leiria
- Dinamo Bucarest
- Rapid Bucarest
- Unirea Urziceni
- CSKA Moscou
- Spartak Moscou
- FC Bâle (2x)
- FC Thoune (2x)
- FC Zurich
- MŠK Žilina
- IFK Göteborg
- Galatasaray
- Samsunspor
- Trabzonspor
- FK Dnipro